# Llindar del dolor

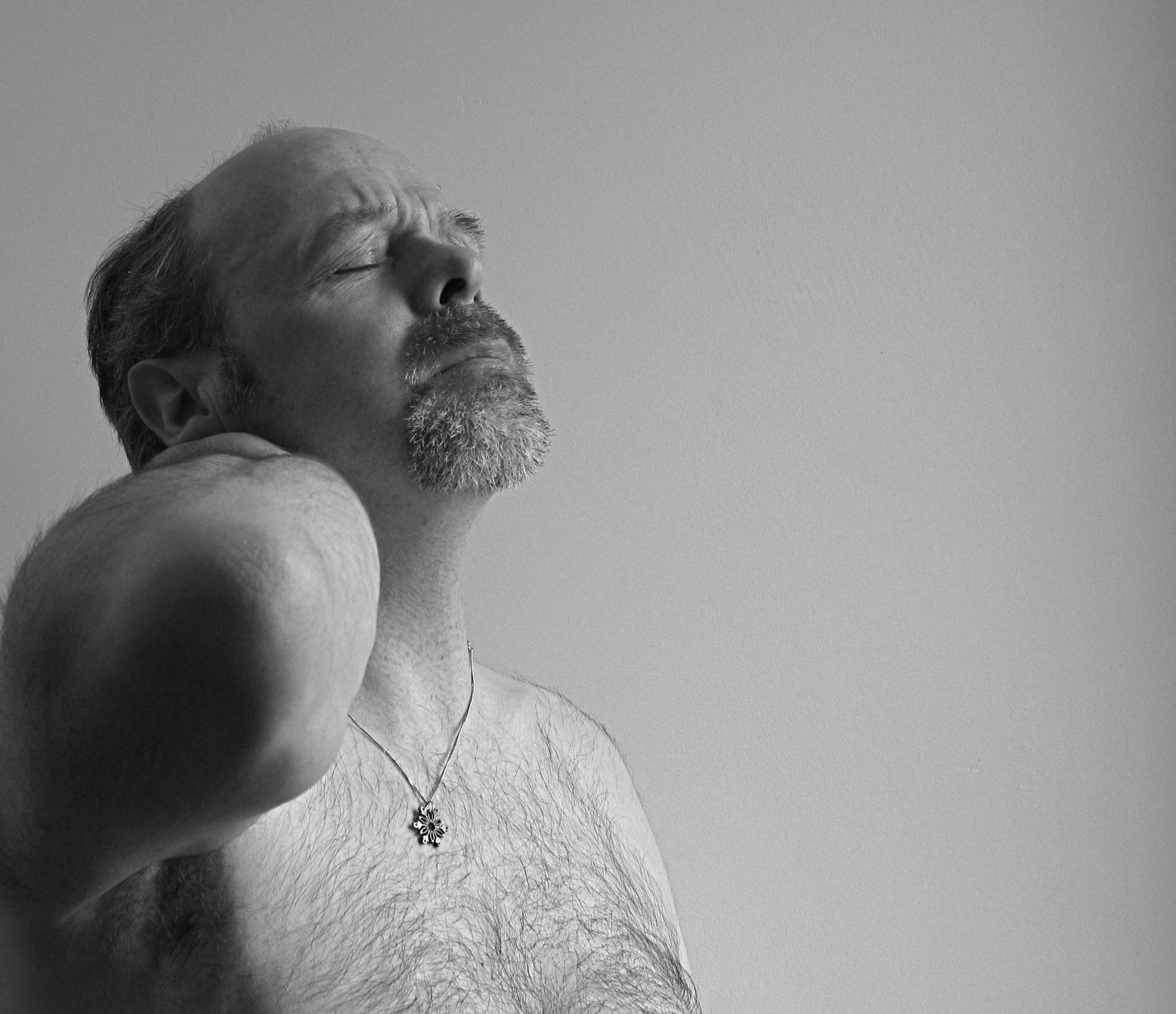
Dolor en el coll

El llindar del dolor és el punt al llarg d'una corba de percepció creixent d'un estímul en què el dolor comença a sentir-se. És un fenomen totalment subjectiu.

## Estímul vs. percepció
S'ha de mantenir una distinció entre l'estímul (una cosa externa que es pot mesurar directament, com amb un termòmetre) i la percepció del dolor resultant de la persona o l'animal (una cosa interna, subjectiva que de vegades es pot mesurar indirectament, com per exemple amb una visualització). escala analògica). Tot i que un document de l' IASP defineix el "llindar del dolor" com "la intensitat mínima d'un estímul que es percep com a dolorós", després continua dient (contradictòriament en lletra encara que no en esperit) que:

Tradicionalment, el llindar s'ha definit sovint, com el vam definir anteriorment, com la menor intensitat d'estímul en què un subjecte percep el dolor. Ben definit, el llindar és realment l'experiència del pacient, mentre que la intensitat mesurada és un esdeveniment extern. Ha estat un ús comú per a la majoria dels investigadors del dolor definir el llindar en termes d'estímul, i això s'ha d'evitar. .. L'estímul no és dolor (qv) i no pot ser una mesura del dolor.

Tot i que el para-fraseig potser no ho transmet perfectament, la distinció que es vol trametre clarament és l'esmentada diferència entre l'estímul i la seva percepció per part del pacient. La intensitat a la qual un estímul (per exemple, calor, pressió) comença a provocar dolor s'anomena així amb un terme separat, llindar d'intensitat. Per tant, si una placa calenta sobre la pell d'una persona comença a fer mal als 42 °C (107 °F), és a dir, la temperatura del llindar del dolor per a aquest tros de pell en aquell moment. No és el llindar del dolor (que és intern/subjectiu) sinó la temperatura a la qual es va creuar el llindar del dolor (que és extern/objectiu).
La intensitat amb què un estímul comença a provocar dolor varia d'un individu a un altre i fins i tot, per a un determinat individu, al llarg del temps.

## Calor
La temperatura a la qual la calor es torna dolorosa per a un receptor s'anomena llindar de dolor de calor per a aquesta persona en aquest moment. Un estudi va demostrar que les persones mesurades al matí tenen un llindar de dolor més alt per a la calor en comparació amb les persones mesurades al vespre.

## Audició
La pressió a la qual el so es torna dolorós per a un oient és la pressió del llindar del dolor per a aquesta persona en aquell moment. La pressió llindar del so varia amb la freqüència i pot dependre de l'edat. Les persones que han estat exposades a més soroll/música solen tenir una pressió de llindar més alta. El canvi de llindar també pot fer que la pressió del llindar variï. L'exposició prolongada al so a nivells que evoquen dolor pot causar danys físics, que poden provocar problemes d' audició .
El volum en acústica fa referència a la sonoritat. És un terme comú per a l'amplitud del so o el nivell de pressió sonora. A la literatura es troben diferents valors per al nivell de pressió del llindar del dolor i la pressió del llindar del dolor:
| Llindar del dolor        | Llindar del dolor | Llindar del dolor |
| ------------------------ | ----------------- | ----------------- |
| Nivell de pressió sonora | Pressió sonora    |                   |
| 120 dBSPL                | 20 Pa             |                   |
| 130 dBSPL                | 63 Pa             |                   |
| 134 dBSPL                | 100 Pa            |                   |
| 137,5 dBSPL              | 150 Pa            |                   |
| 140 dBSPL                | 200 Pa            |                   |